# قشلاق باقرسلي ستار (مقاطعة بيله سوار)
قشلاق باقرسلي ستار (بالفارسية: قشلاق باقرسلی ستار) هي منطقة سكنية تقع في إيران في أردبيل. يقدر عدد سكانها بـ 79 نسمة .